# フロリダ州出身の人物一覧
この一覧はフロリダ州出身の著名人についての記事を姓の50音順に配列したものである。

## ア行
- キャノンボール・アダレイ - サックス奏者
- マイク・アルフォンソ - プロレスラー
- ブロンソン・アローヨ - 野球選手
- カミ・アンドリュー - ポルノ女優
- ドン・ウィルソン - キックボクサー
- ティム・ウェイクフィールド - 野球選手
- タイロン・ウッズ - 野球選手
- マイク・ウッド - 野球選手
- サルバトーレ・ウルソー - 野球選手
- ラリー・ウルフ - 野球選手
- アンディ・エイバッド - 野球選手
- デビッド・エクスタイン - 野球選手
- クリス・エバート - テニス選手
- カール・エベレット - 野球選手
- ボブ・オートン・ジュニア - プロレスラー
- アレックス・オチョア - 野球選手
- バック・オニール - 野球選手・監督
- パトリック・オニール - 俳優

## カ行
- ヴィンス・カーター - バスケットボール選手
- スティーブ・ガービー - 野球選手
- リッキー・カーマイケル - レーサー
- スティーブ・カールトン - 野球選手 (アメリカ野球殿堂表彰者)
- ローレンス・カスダン - 映画監督
- クリス・カミアー - ボディビルダー
- クリストファー・カンバーランド - 野球選手
- キャサリン・キーナー - 女優
- ジム・クーリエ - テニス選手
- カーラ・グギノ - 女優
- ドワイト・グッデン - 野球選手
- ザック・グレインキー - 野球選手
- ジョー・クロフォード - 野球選手
- ウォーレン・クロマティ - 野球選手
- ケン・グリムウッド - SF作家
- アリエル・ケベル - 女優
- トム・ゴードン - 野球選手
- ボビー・ゴールズボロー - ポップ・カントリー歌手
- パトリシア・コーンウェル - 作家
- ルイス・ゴンザレス - 野球選手

## サ行
- ディオン・サンダース - アメリカンフットボール選手・野球選手
- デイヴィッド・サンボーン - サックス奏者
- レジー・ジェファーソン - 野球選手
- ゲーリー・シェフィールド - 野球選手
- ボビー・シグペン - 野球選手
- デキスター・ジャクソン - ボディビルダー
- バーショーン・ジャクソン - 陸上選手
- ラマー・ジャクソン - アメリカンフットボール選手
- シモーネ・ジョンソン - 女子プロレスラー
- チッパー・ジョーンズ - 野球選手
- ロイ・ジョーンズ・ジュニア - ボクサー
- デーブ・ジョンソン - 野球選手
- ハワード・ジョンソン - 野球選手
- ジェニファー・スカイ - 女優
- スコット・スタップ - ミュージシャン
- マシュー・スタッフォード - アメリカンフットボール選手
- ジム・スティール - プロレスラー
- ウェズリー・スナイプス - 俳優
- シェーン・スペンサー - 野球選手
- エミット・スミス - アメリカンフットボール選手
- ジョージ・スムート - 物理学者
- モンティ・ソップ - プロレスラー
- ドナルド・ソボル - 作家
- ケリー・スレーター - プロサーファー

## タ行
- トム・ペティ - 歌手
- フェイ・ダナウェイ - 女優
- キャスパー・ヴァン・ディーン - 俳優
- トム・ディチロ - 映画監督
- グレン・デービス - 野球選手
- デビッド・デュバル - プロゴルファー
- アンドレ・ドーソン - 野球選手 (アメリカ野球殿堂表彰者)
- マイケル・トマセロ - 認知心理学者
- トラヴィス・トムコ - プロレスラー

## ハ行
- チャールズ・パーシー - 政治家
- フィル・ハイアット - 野球選手
- ユドニス・ハスレム - バスケットボール選手
- ニック・パトリック - プロレスのレフェリー
- レニー・ハリス - 野球選手
- ラリー・パリッシュ - 野球選手
- セドリック・バワーズ - 野球選手
- デビッド・ヒース - プロレスラー
- ビリー・ビーン - 野球選手
- ルー・ピネラ - 野球選手・監督
- ダニー・ピノ - 俳優
- エディ・ヒントン - ミュージシャン
- ヴィンス・フィリップス - ボクサー
- サマー・フェニックス - 女優
- ウィラ・フォード - 歌手
- ドン・フライ - プロレスラー
- オクタヴィウス・フリーマン - 陸上競技選手
- ロッド・ブリューワ - 野球選手
- スティーブ・ブレイク - バスケットボール選手
- クリス・ブロック - 野球選手
- ヴィン・ベイカー - バスケットボール選手
- ボブ・ヘイズ - 陸上競技選手・アメリカンフットボール選手
- ミッキー・ヘンソン - プロレスのレフェリー
- ジョン・ホイーラー - 物理学者
- アーマン・ホール - 陸上競技選手
- スコット・ホール - プロレスラー
- ヘンリー・ポールソン - 実業家
- キャリー・C・ホワイト - 元長寿世界一
- シドニー・ポワチエ - 映画俳優
- ゲイリーUSボンズ - 歌手、音楽家[1]
- アレックス・ポンペス - 球団経営者 (アメリカ野球殿堂表彰者)
- ビリー・ピアース - 女性ジャズピアニスト

## マ行
- マット・マートン - 野球選手
- ミシェル・マクール - プロレスラー
- フレッド・マグリフ - 野球選手
- トレーシー・マグレディ - バスケットボール選手
- トニー・マッケイ - 陸上競技選手
- スコット・マッケンジー - フォーク・ロック歌手
- ロブ・マットソン - 野球選手
- シャナ・マリー・マクラフリン - アダルトモデル、プレイメイト、女優
- ティノ・マルティネス - 野球選手
- ウォルター・M・ミラー・ジュニア - 作家
- マット・K・ミラー - 声優
- ラスティングス・ミレッジ - 野球選手
- ウィリアム・H・メイシー - 俳優
- ブラッド・メルドー - ミュージシャン
- エヴァ・メンデス - 女優
- ナタリー・モラレス - 女優
- ジム・モリソン - ロック・ミュージシャン
- マイク・ダーント -ミュージシャン

## ラ行
- ブレット・ラトナー - 映画監督
- トニー・ラルーサ - 野球選手・監督
- ノーマン・リーダス - 俳優
- レイ・ルイス - アメリカンフットボール選手 (プロフットボール殿堂表彰者)
- ジェフ・レイシー - ボクサー
- ティム・レインズ - 野球選手
- ジョン・ヘンリー・ロイド - 野球選手 (アメリカ野球殿堂表彰者)
- ミミ・ロジャース - 女優
- ボブ・ロス - 画家
- デビッド・ロビンソン - バスケットボール選手
- アル・ロペス - 野球選手・監督 (アメリカ野球殿堂表彰者)
- ブリアナ・ローリンズ - 陸上競技選手

## ワ行
- ジェームズ・ワーリング - キックボクサー